# Glenea tonkinea
Glenea tonkinea é uma espécie de escaravelho da família Cerambycidae.